# Sukošan
Sukošan es un municipio de Croacia en el condado de Zadar.

## Geografía
Se encuentra a una altitud de 3 m s. n. m. a 296 km de la capital nacional, Zagreb.

## Demografía
En el censo 2011 el total de población del municipio fue de 4 583 habitantes, distribuidos en las siguientes localidades:
- Debeljak - 919
- Glavica - 185
- Gorica - 671
- Sukošan - 2 808

| Gráfica de población de Sukošan 1857-2011                           |
|                                                                     |
| Según los censos de población de la oficina estadística de Croacia. |